# ParaWorld
ParaWorld est un jeu de stratégie en temps réel réalisé par le studio de développement allemand SEK et édité par Sunflowers.
Comme son nom l'indique, ParaWorld emmène le joueur à la découverte d'univers parallèles peuplés de tribus barbares et de dinosaures.
Avec un budget de production supérieur à huit millions d'euros, ParaWorld est issu de la production de jeu la plus onéreuse du genre jamais réalisée dans les pays de langue allemande.
Après trois années de développement, ParaWorld est sorti en France le 15 septembre 2006.

## Scénario
Trois jeunes scientifiques se retrouvent pris au piège dans un univers parallèle. Ce sont les trois personnages principaux du scénario de Paraworld : Stina Holmlund (une botaniste), Anthony Cole (un géologue) et Béla Andréas Benedek (physicien). Ils doivent alors faire preuve de courage et d'ingéniosité pour survivre dans un univers hostile, peuplé de dinosaures. 
En fait, il semblerait que ces trois héros aient été transportés dans un monde parallèle, où leurs qualifications ne leur sont d'aucune utilité. En effet, dans ce monde parallèle, il n'existe pas d'électricité, les étoiles ne se trouvent pas au même endroit, les strates géologiques sont mélangées, et surtout les dinosaures n'ont pas disparus, ils auraient même été transportés dans notre monde. 
Nos trois héros vont devoir se battre contre la SEAS et son chef Jarvis Babbit. La SEAS est une organisation d'études alternatives scientifiques. Ils ont réussi à produire des machines fonctionnant à la vapeur, et Babbit a pour seul objectif de créer un immense cataclysme à l'aide d'un volcan et d'une machine qui, une fois activée, permettra de faire dévier Paraworld de son orbite, et ainsi d'empêcher quiconque de retourner sur Terre ou d'aller sur Paraworld. Babbit souhaite devenir le maître de Paraworld pour l'éternité, et les trois héros du jeu doivent l'en empêcher.

## Système de jeu
Trois tribus jouables :
Chacune des tribus est orientée vers une culture existante dans notre monde.
- Les hommes du Nord :

similaires aux Vikings, et peuple sédentaire. Ils utilisent des défenses lourdes puissantes et robustes, et ont des unités de combat privilégiant le combat en corps à corps.
On citera dans leur arsenal les mammouths, une surpuissante unité animale de mêlée.
Idéal pour les joueurs axés sur la défense, et les affrontements directs.
- Les cavaliers du désert :

nomades africains, les seuls ayant un centre ville mobile, spécialisé dans les unités animales, tel que les allosaure et T-Rex.
Ils disposent d'unités très rapides et polyvalentes, redoutable en mêlée comme à distance.
On citera parmi leurs unités le brachiosaure qui peut être une puissante unité de mêlée, un transporteur redoutable en mêlée, une unité d'artillerie lourde, ou une forteresse mobile efficace à distance et pouvant produire de l'infanterie.
Idéal pour les joueurs axés sur l'offensive, et les tactiques d'attaques rapides.
- Le clan du dragon :

culture asiatique, pirates spécialisés dans les inventions, les pièges, et le camouflage. Ils disposent de structures et unités privilégiant le combat à distance et les embuscades.
On pourra recourir aux ninjas, unités de combat en mêlée et à distance, capable de se déguiser pour infiltrer les bases ennemis, et d'ouvrir les portes des fortifications ennemis. 
Idéal pour les joueurs adeptes des stratégies de guérilla, et axés sur l'équilibre entre les affrontements directes et indirectes.
La pyramide des unités :
Un joueur ne peut avoir au maximum que 52 unités ; il peut les faire évoluer dans la pyramide des unités qui comporte 5 niveaux. Quand une unité est améliorée elle gagne de meilleures caractéristiques (points de vie, attaque, etc) et est soignée.
Le nombre de "places" dans chaque niveau est également limité :
- 25 unités pour le niveau 1
- 15 unités pour le niveau 2
- 8 unités pour le niveau 3
- 3 unités pour le niveau 4
- 1 unité pour le niveau 5

L'amélioration coûte des crânes, une des quatre ressources (en plus du bois, de la nourriture et de la pierre). Les crânes sont récupérés en tuant des unités ennemies ou des animaux sauvages.
Les héros :
On peut choisir un héros qui peut évoluer dans la pyramide des unités, en plus d'avoir des caractéristiques supérieures à celles des unités standards :
Ce héros apporte un bonus aux unités alliés situées autour de lui au niveau 2.
Il gagne une capacité spéciale au niveau 3, souvent sous la forme d'une attaque spéciale très puissante et nécessitant un rechargement que le héros ne puisse à nouveau l'employer. 
Au niveau 4 il permet de produire une unité unique propre au héros (l'unité n'est pas la même suivant la civilisation choisie).
Au niveau 5 il apporte un bonus à la civilisation.
Les bonus se cumulent. Il existe plusieurs héros en plus des trois principaux :
- Anthony Cole : le plus puissant héros en combat de mêlée. Ses différents bonus renforcent les aptitudes de combat en mêlée.
- Stina Holmlund : la meilleure combattante contre les animaux. Ses bonus optimise la défense en général, et plus encore contre les animaux.
- Bela Andras Benedek : le meilleur combattant à distance. Ses bonus optimisent la puissance et la portée des combattants à distance.
- Archidruide : Un puissant guérisseur et une unité de combat très puissante en mêlée comme à distance. Ses bonus améliorent la capacité de guérison.
- Nikolaj Taslov : le meilleur ouvrier, et un puissant combattant à distance. Ses bonus profitent à l'économie.
- James Warden : combattant moyen, peut protéger des attaques animales. Ses bonus profitent à la production des unités animales.
- Ada Loven : une combattante fragile mais aux attaques meurtrières. Ses bonus pénalisent les attaques ennemies et accélèrent la production des unités.
- Le Gouverneur (multijoueur) : le meilleur combattant en mêlée après Cole. Ses bonus abaissent la puissance des attaques ennemies, et accroit la capacité des ouvriers.
- Jarvis Babbit (multijoueur) : un combattant redoutable, capable d'absorber les dégâts qu'il inflige. Ses bonus profitent à la puissance globale des attaques, et à la vitesse de construction des bâtiments.

Faire une armée comportant au minimum 3 héros sert bien souvent à gagner la bataille.
Jeu orienté multijoueur :
Bien que disposant d'une vingtaine de scénarios solo, Paraworld est un jeu essentiellement orienté multijoueur. Au total 8 personnes peuvent s'affronter sur une même partie, et parmi différents modes de jeu (Défense, Capture du drapeau, Domination).

## Avenir du jeu
Un add-on, non vendu séparément existe (il faut acheter le jeu complet sous forme "Gold"). Il ajoute trois missions à la campagne principale et quatre cartes supplémentaires.
Le mode multijoueur n'est pas utilisable faute de combattants. Le jeu semble avoir été peu médiatisé et a été vite oublié.
En avril 2007, l'éditeur du jeu a été racheté par Ubisoft (voir page sur Sunflowers). Le site de ce dernier ne parle plus du jeu. 
Le site Paraworld.com a disparu (après avoir été pendant un temps une redirection vers le site internet d'Ubisoft), ainsi que les forums de discussion dédiés, pour autant qu'il y en ait eu. Un site allemand de fans, se propose de continuer à faire vivre le jeu.

## Accueil
| ParaWorld     |      |       |
| Média         | Pays | Notes |
| GameSpot      | US   | 62 %  |
| Jeuxvideo.com | FR   | 15/20 |
| Joystick      | FR   | 6/10  |